# Neuvelle-lès-Cromary
Neuvelle-lès-Cromary település Franciaországban, Haute-Saône megyében. Lakosainak száma 441 fő (2022. január 1.). Neuvelle-lès-Cromary Rioz, Aulx-lès-Cromary, Chambornay-lès-Bellevaux, Sorans-lès-Breurey és Traitiéfontaine községekkel határos.

## Népesség
A település népességének változása:
| Lakosok száma | 351  | 375  | 392  | 403  | 409  | 417  | 425  | 433  | 441  |
|               | 2013 | 2015 | 2016 | 2017 | 2018 | 2019 | 2020 | 2021 | 2022 |